# 伊斯兰国国旗
伊斯兰国国旗又称黑旗（阿拉伯语：راية السوداء，Rāyat al-sawdā），是活动于伊拉克和叙利亚的、被认为是恐怖组织的军事组织伊斯兰国使用的旗帜，近期因该组织的扩张行动而为人所知。旗帜为黑色，上加白色清真言，中央为穆罕默德之印的部分：

lā ʾilāha ʾillā-llāh
“万物非主，唯有真主”
旗帜中央为白色穆罕默德之印：

Allāhu-rasūlu mohamad
“安拉的使者，穆罕默德”

## 禁止展示
2014年8月起，在英國及荷蘭展示伊斯蘭國旗幟將觸犯法律。
2014年9月起，在德國展示伊斯蘭國旗幟列入違反德國刑法86a條之列，該法專門處理納粹有關標誌。鄰國奧地利也在同月跟進。
在中国，传播任何恐怖主义或极端主义有关信息都会触犯《中华人民共和国反恐怖主义法》或《中华人民共和国刑法》第一百二十条之三的规定，涉嫌宣扬恐怖主义、极端主义、煽动实施恐怖活动罪，处五年以下有期徒刑、拘役、管制或者剥夺政治权利，并处罚金；情节严重的，处五年以上有期徒刑，并处罚金或者没收财产。